# Juravlikha (Saràtov)
|  | Per a altres significats, vegeu «Juravlikha». |

Juravlikha (en rus: Журавлиха) és un poble de l'óblast de Saràtov, a Rússia, segons el cens del 2010 tenia 5 habitants. Pertany al districte municipal d'Ivantéievka.